# DNS - based Authentication of Named Entities
Pour les articles homonymes, voir DANE.
L'IETF (Internet Engineering Task Force) a proposé le protocole/mécanisme DANE (DNS - based Authentication of Named Entities) qui s’appuie sur le DNS pour authentifier des entités applicatives.
Cette démarche s'enregistre dans une logique de sécurisation des accès clients-serveurs en :
- Sécurisant les requêtes DNS effectuées depuis les postes clients au travers des protocoles/mécanismes DNSSEC et TLS
- Mieux sécuriser les accès chiffrés des clients vers les serveurs

Le principe est décrit dans les normes IETF suivantes :
- RFC 6394[1]: Cas d’utilisation DANE
- RFC 6698[2]: Protocole DANE

## Support

### Navigateurs internet
- Google Chrome : pas de support, comme les clés de 1024 bits de la première version de DNSSEC ne sont pas reconnues[3]. Selon Adam Langley, le code a été écrit[4], et bien qu'absent de Chrome aujourd'hui[5], il est disponible en add-on [6],[7].
- Mozilla Firefox nécessite un add-on[8]. Ce dernier n'est cependant pas disponibles pour les versions de Firefox supérieures à la 56.

### Serveurs
- Postfix[9].
- Halon[10],[11].
- Exim, en expérimental[12].

### Services
- Posteo[13].
- mailbox.org[14].
- Dotplex[15].
- mail.de[16].
- Tutanota[17].
- Mailfence.

### Bibliothèques de chiffrement
- OpenSSL[18].
- GnuTLS[19].
- Net::DNS[20].
- Net DNS2[21].
- libsmaug[22].